# Diana Cecil

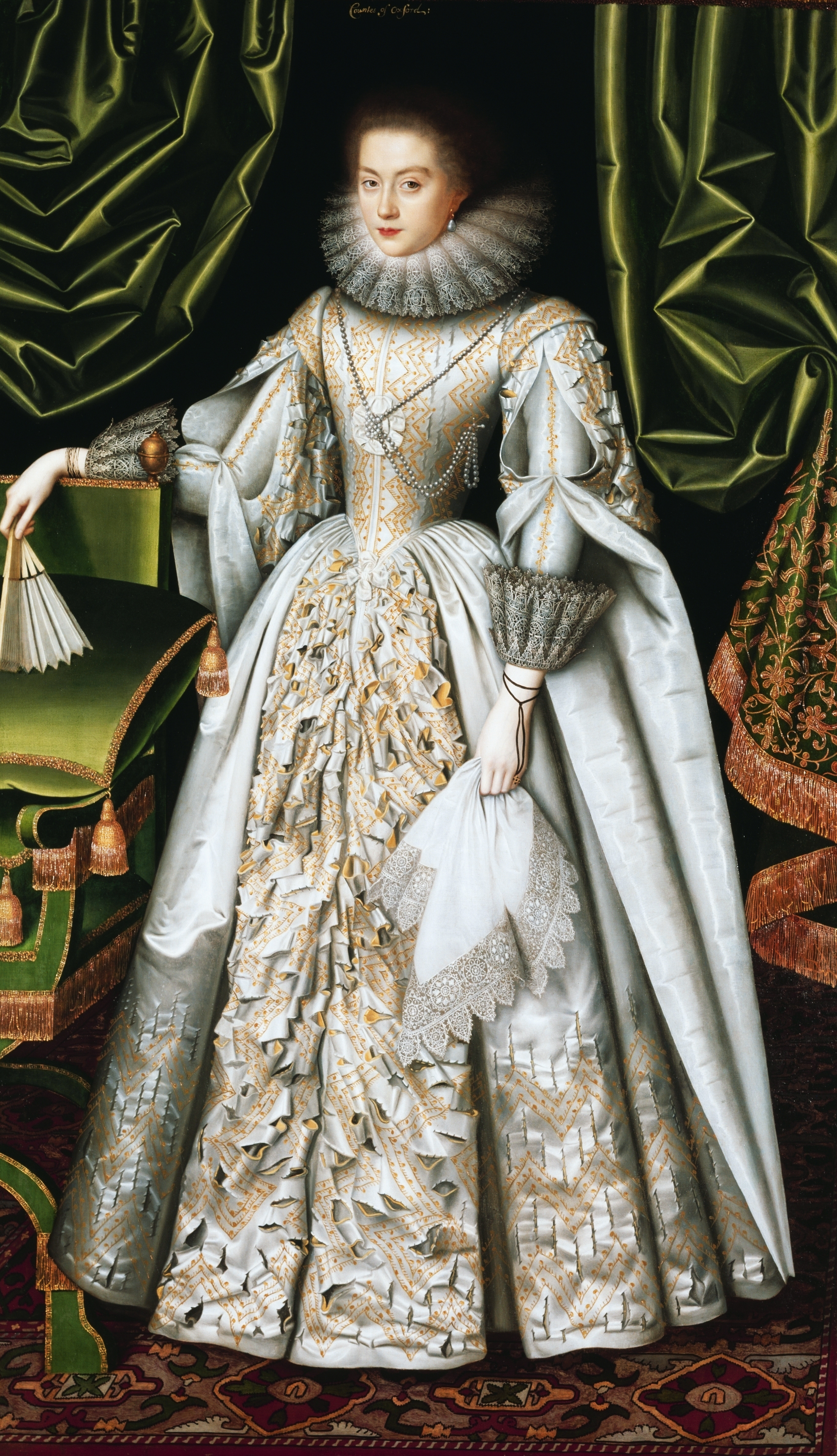
Diana Cecil, de William Larkin

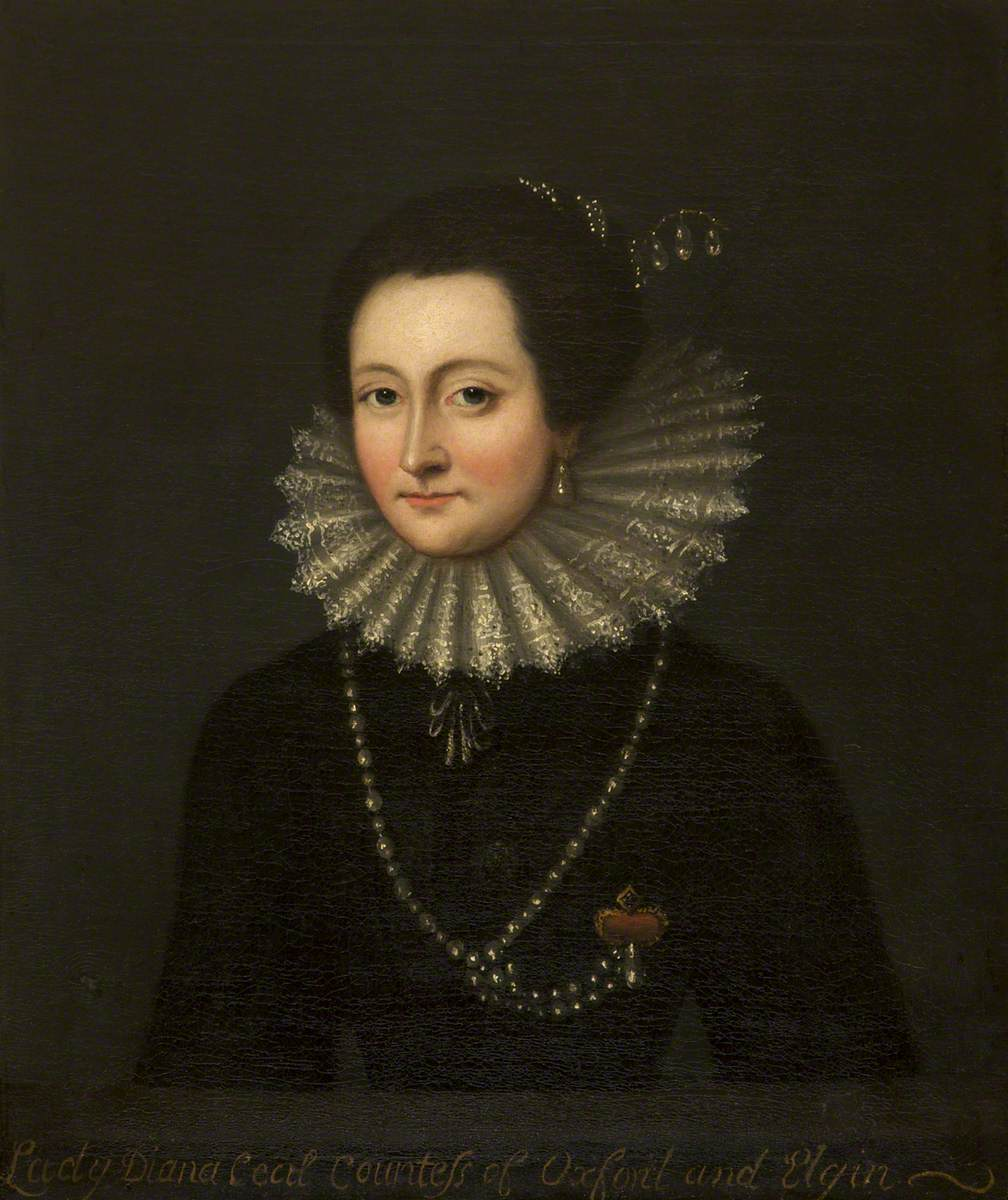
Diana, Condessa de Oxford, em homenagem a Cornelius Johnson, National Trust, Dunham Massey

Diana Cecil, condessa de Oxford (1596-1654) foi uma aristocrata inglesa.
O seu retrato foi pintado por William Larkin, o artista conhecido como o "Mestre dos Cometas", por Cornelius Johnson e Anthony van Dyck.
Thomas Bruce construiu o Mausoléu de Ailesbury em sua memória no cemitério da Igreja de Santa Maria, Maulden, Bedfordshire. O edifício octogonal foi construído sobre uma cripta existente. Dentro do Mausoléu há um monumento a Diana e bustos de mármore de Thomas Bruce e do seu neto Edward Bruce.